# 1 ianuarie
ianuarie • februarie • martie  • aprilie  • mai  • iunie  • iulie  • august  • septembrie  • octombrie  • noiembrie  • decembrie
1 ianuarie este prima zi a calendarului gregorian. Mai sunt 364 de zile până la sfârșitul anului (365 de zile în anii bisecți).

## Evenimente

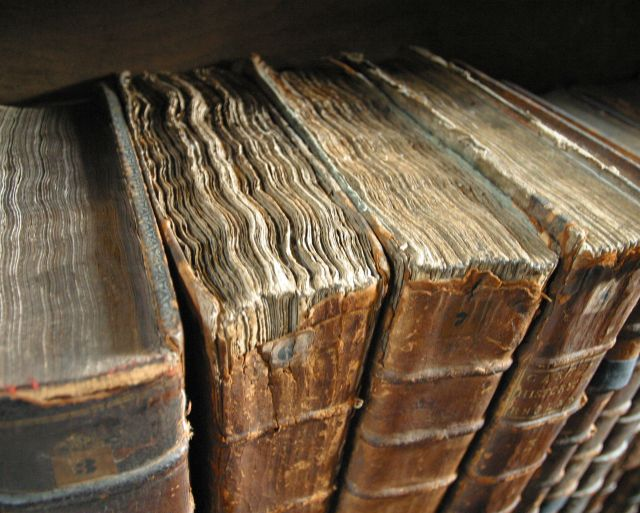
438: Intră în vigoare Codexul Teodosian.

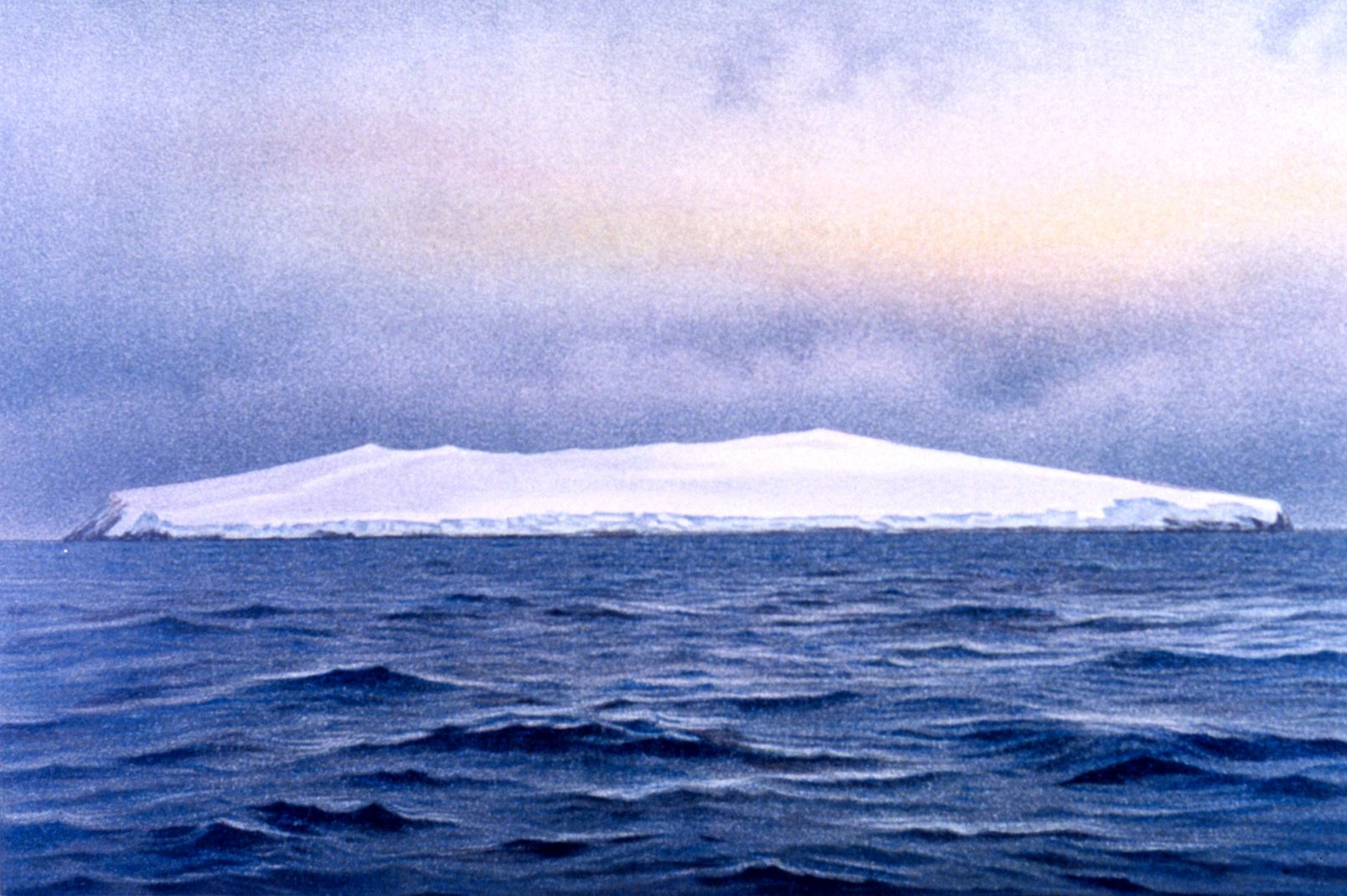
1739: Exploratorul francez Jean-Baptiste Charles Bouvet de Lozier descoperă Insula Bouvet.

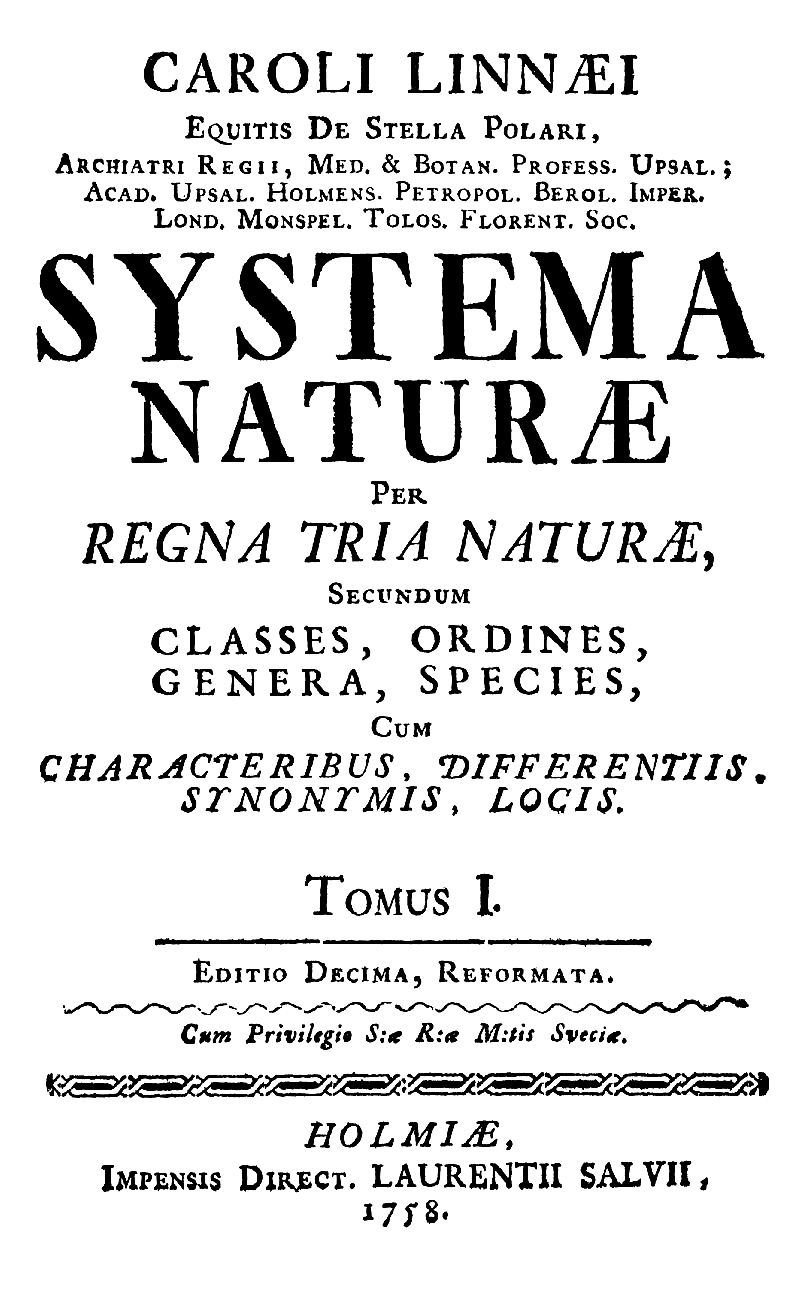
1758: Comisia Internațională pentru Nomenclatura Zoologică a ales 1 ianuarie 1758 ca „punct de plecare” pentru nomenclatura zoologică și a afirmat că cea de-a 10-a ediție a Systema Naturae urma să fie tratată ca și cum ar fi publicată la acea dată.

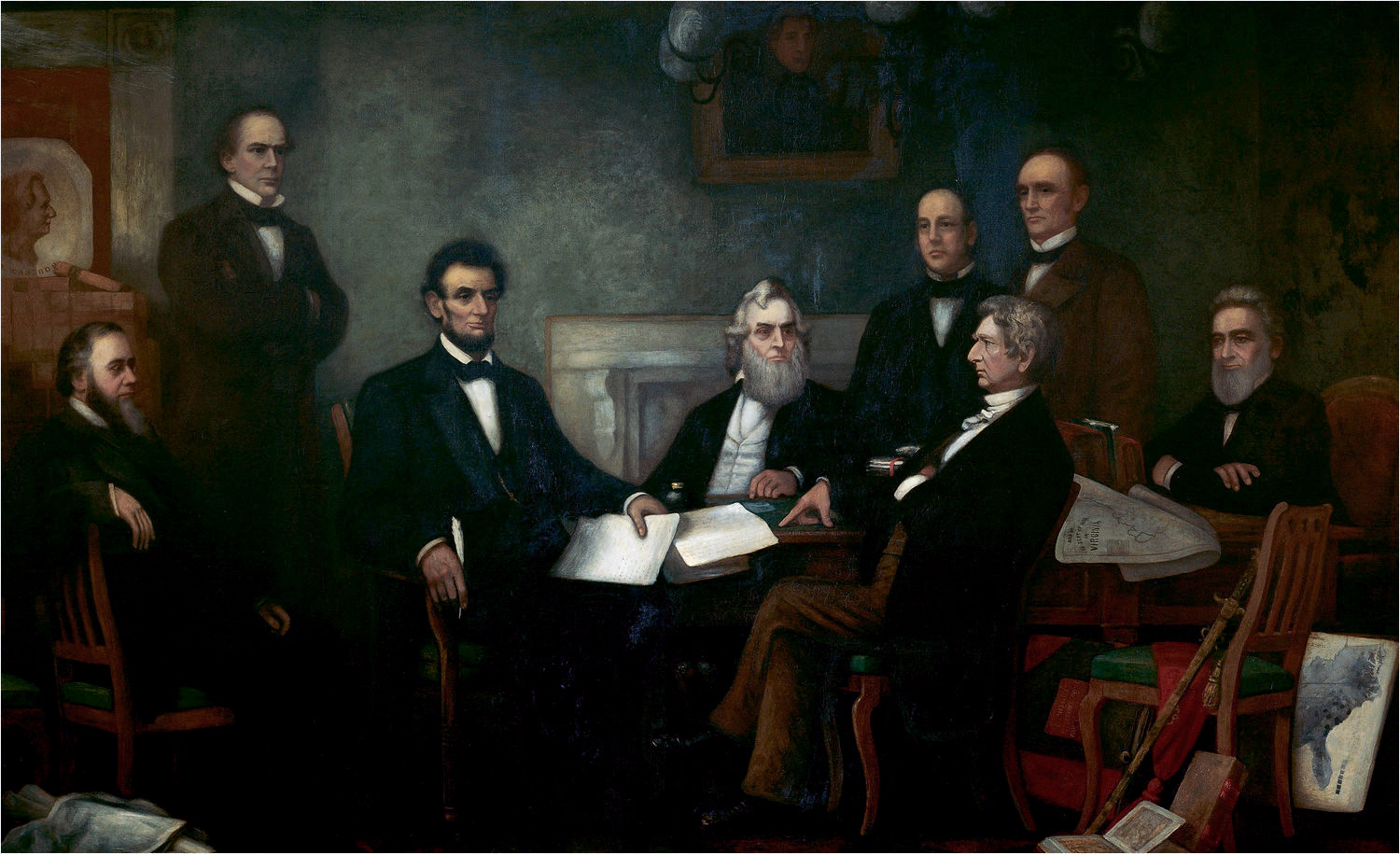
1863: Războiul civil american: Intră în vigoare Proclamarea emancipației redactată de către Abraham Lincoln.

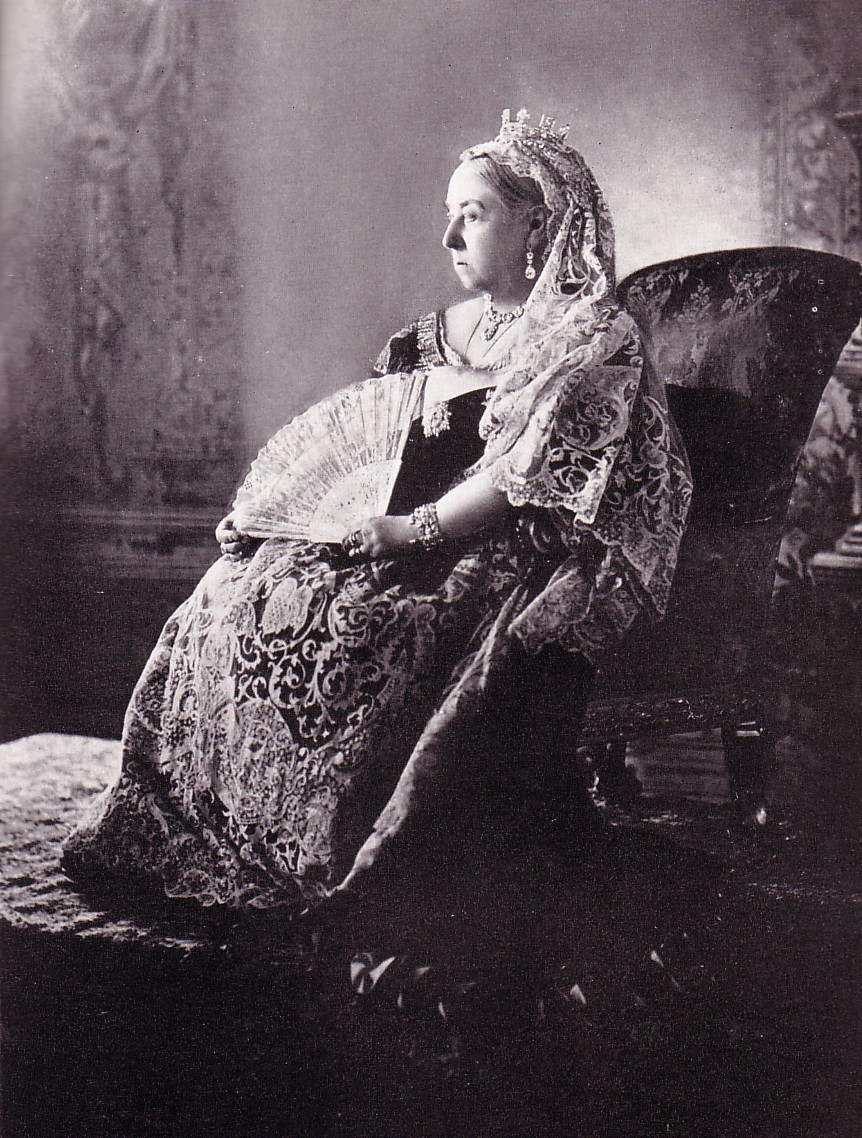
1877: Regina Victoria a Regatului Unit este proclamată împărăteasă a Indiei.

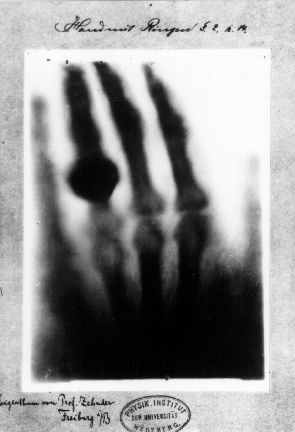
1896: Wilhelm Conrad Röntgen anunță descoperirea razelor X.

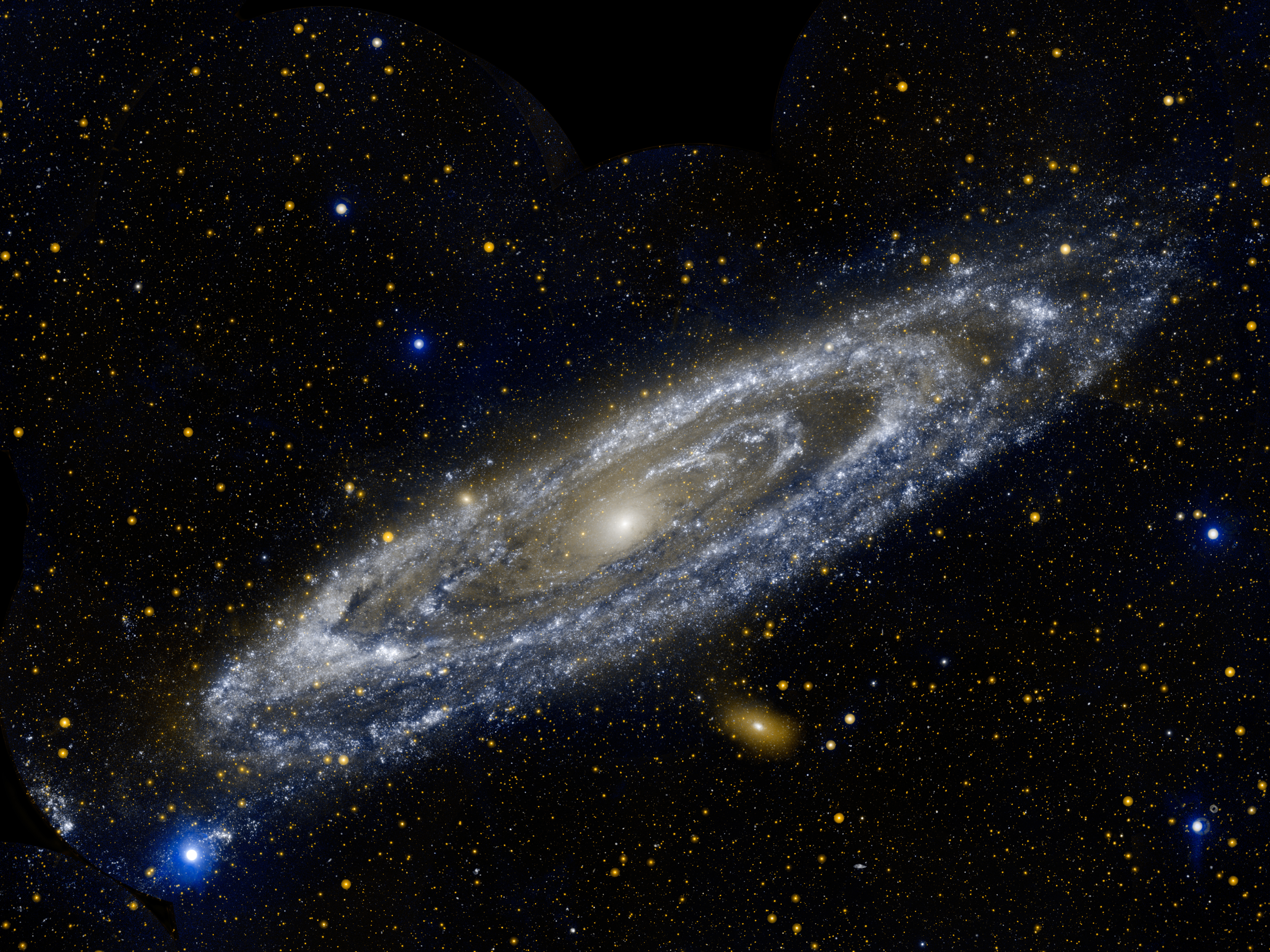
1925: Americanul Edwin Hubble anunță descoperirea unei alte galaxii în afară de Calea Lactee - Andromeda (foto).

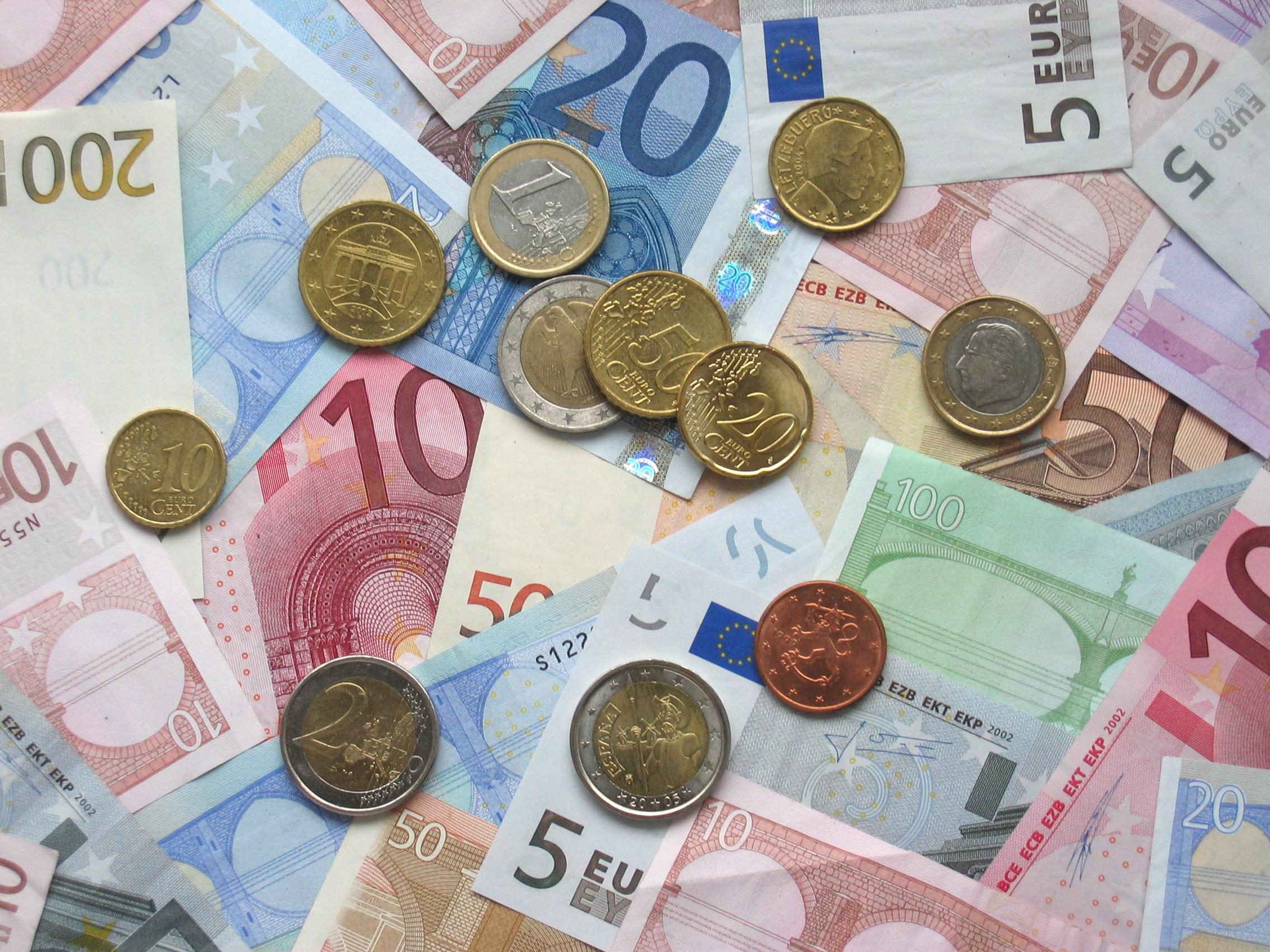
2002: Moneda euro este introdusă în 12 țări din Uniunea Europeană - Austria, Belgia, Finlanda, Franța, Germania, Grecia, Irlanda, Italia, Luxemburg, Olanda, Portugalia și Spania.

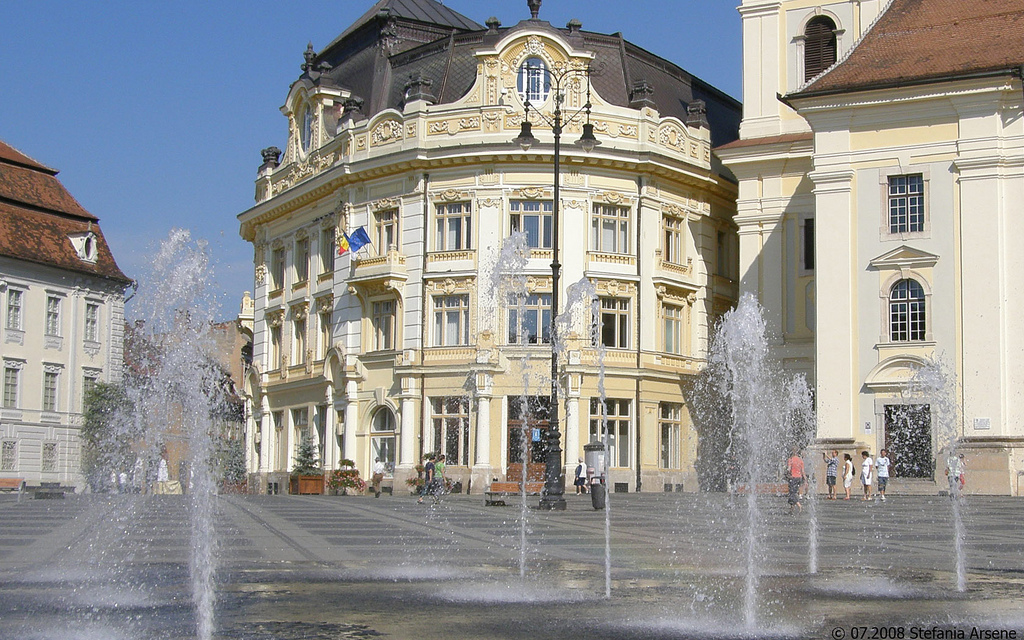
2007: Timp de un an de zile, orașul Sibiu împarte împreună cu orașul Luxemburg titlul de Capitală Europeană a Culturii.

- 153 î.Hr. Pentru prima dată, funcția consulilor romani începe la 1 ianuarie.
- 45 î.Hr.: Intră în vigoare calendarul iulian drept calendarul civil al Imperiului Roman, stabilind data de 1 ianuarie noua dată a noului an.
- 42 î.Hr.: Senatul Roman îl condamnă la moarte pe Iulius Caesar.
- 0193: Senatul roman îl alege pe Pertinax împotriva dorinței sale să-i succeadă lui Commodus ca împărat roman.
- 0404: Are loc la Roma ultima competiție cunoscută de gladiatori.
- 0417: Împăratul Honoriu forțează pe Galla Placidia să se căsătorească cu Constantius, celebrul său general.
- 0438: Intră în vigoare Codexul Teodosian.
- 0630: Profetul Muhammad și armata sa pleacă către Mecca, pe care o va captura fără vărsare de sânge.
- 0990: Rusia Kieveană adoptă calendarul iulian.
- 1001: Marele Prinț Ștefan I al Ungariei este numit primul rege al Ungariei de Papa Silvestru al II-lea.
- 1386: Eclipsă totală de soare. Este interpretată, de către popoarele creștine,o invazie turcilor.[2]
- 1432: Moartea lui Alexandru cel Bun în Moldova.
- 1438: Albert al II-lea de Habsburg este încoronat rege al Ungariei.
- 1502: Amerigo Vespucci debarcă în zona cunoscută astăzi ca Rio de Janeiro.
- 1515: Regele Francisc I al Franței accede pe tronul Franței.
- 1600: Scoția începe să folosească calendarul iulian (înainte de această dată anul începea la 25 martie).
- 1651: Carol al II-lea este încoronat rege al Scoției.
- 1673: Începe transportarea regulată a corespondenței între New York și Boston.
- 1700: Rusia începe să folosească calendarul iulian (Anno Domini) în loc de Anno Mundi al Imperiului bizantin.
- 1707: Ioan al V-lea este încoronat rege al Portugaliei.
- 1739: Exploratorul francez Jean-Baptiste Charles Bouvet de Lozier descoperă Insula Bouvet.
- 1758: Comisia Internațională pentru Nomenclatura Zoologică a ales 1 ianuarie 1758 ca „punct de plecare” pentru nomenclatura zoologică și a afirmat că cea de-a 10-a ediție a Systema Naturae urma să fie tratată ca și cum ar fi publicată la acea dată.[1]
- 1766: Introducerea nartului (norma zilnică de lucru) în Moldova, prin așezămîntul agrar al lui Grigore al III-lea Ghica.
- 1773: Imnul care a devenit cunoscut sub numele de "Amazing Grace", apoi intitulat "1 Cronici 17: 16-17" este folosit mai întâi pentru a însoți o predică condusă de John Newton în orașul Olney, Buckinghamshire, Anglia.
- 1775: Alexandru Ipsilanti dă mitropolitului sarcina să elaboreze un raport despre situația învațământului în Transilvania, pentru a putea trece la realizarea unor reforme.
- 1788: Apare prima ediție a The Times al Londrei, anterior publicată ca The Daily Universal Register.
- 1797: Albany devine capitala New Yorkului, în defavoarea lui New York City.
- 1801: Adunarea legislativă a Regatului Marii Britanii și Regatului Irlandei se încheie, adoptând crearea Regatului Unit.
- 1801: Astronomul italian Giuseppe Piazzi descoperă primul asteroid cunoscut, 1 Ceres. Cel mai mare obiect din centura de asteroizi este acum clasificat drept planetă pitică.
- 1804: Se încheie dominația franceză în Haiti: Ziua națională a acestui stat.
- 1808: Importul sclavilor în Statele Unite ale Americii este interzis.
- 1818: Este publicat romanul Frankenstein sau Prometeusul Modern al lui Mary Shelley.
- 1838: Apare, la Brașov, sub direcția lui George Barițiu, revista Foaie literară.
- 1847: Franz Liszt susține la București al treilea concert, dat la Palat, la invitația lui Vodă Bibescu. Liszt improvizează pe tema unor cântece românești.
- 1848: Intră în vigoare Convenția dintre Moldova și Muntenia privind desființarea vămii dintre cele două țări, excepție făcând sarea. Se formeaza o singură piață, protejată de un singur cordon vamal.
- 1855: Apare, la Iași, săptămânal, sub îngrijirea lui V. Alecsandri, România Literară.
- 1855: Londra, Ontario este incorporat ca oraș.
- 1860: Se înființează, la Paris, un Birou central de corespondență și redacție care avea menirea de a publica articole favorabile cauzei române.
- 1860: Apare, la București, "Revista Carpaților", sub conducerea lui Gheorghe Sion.
- 1861: Începe Conferința națională românească de la Sibiu, în cadrul căreia s-a cerut recunoașterea politică a națiunii române, independența sa și oficializarea limbii române (1-4 ianuarie).
- 1861: Porfirio Diaz cucerește Ciudad de México.
- 1863: Războiul civil american: Intră în vigoare Proclamația de emancipare redactată de către Abraham Lincoln.
- 1863: Primul caz sub Actul gospodăriilor de către Daniel Freeman pentru o fermă din Nebraska.
- 1866: Intră în vigoare legea privind introducerea în România a sistemului metric.
- 1867: A apărut, la Blaj, revista "Archivu pentru filologia și istoria", editată de Timotei Cipariu, prima revistă românească de filologie.
- 1868: Apare, la Brașov, până în 1880, și, apoi, la Sibiu, până în 1945, revista "Transilvania", organ al ASTREI.
- 1873: Se deschide, la București, prima expoziție de pictură și sculptură organizată de nou înființata "Societate a amicilor bele-artelor", expoziție la care participă cu 144 de lucrări și Nicolae Grigorescu.
- 1873: Japonia începe să folosească calendarul gregorian.
- 1874: Se înființează la București Banca Marmorosch Blank.
- 1875: Ia ființă "Societatea Studenților în Medicină din București".
- 1877: Regina Victoria a Regatului Unit este proclamată împărăteasă a Indiei.
- 1878: Apare, la Sibiu, ziarul "Observatorul", sub conducerea lui George Barițiu.
- 1880: Ferdinand de Lesseps începe construcția franceză a Canalului Panama.
- 1892: Insula Ellis se deschide pentru a începe primirea imigranților în Statele Unite.
- 1893:  Apare lunar, la Iași, Revista critica–literară (pâna în 1897) sub conducerea lui Aron Densușianu.
- 1894: Începe folosirea Canalului de vase din Manchester, Anglia.
- 1896: Wilhelm Conrad Röntgen anunță descoperirea razelor X.
- 1898: New York City anexează teritoriile din comitatele înconjurătoare, creând City of Greater New York. Cele patru comitate inițiale, Manhattan, Brooklyn, Queens și Bronxul, sunt unite la 25 ianuarie în cadrul Insulei Staten pentru a crea orașul modern al celor cinci comitate.
- 1899: Se încheie dominația spaniolă în Cuba.
- 1901: Cele șase colonii autonome (New South Wales, Victoria, South Australia, Tasmania, Western Australia și Queensland) se unesc, formând Commonwealth of Australia, cu statut de dominion în cadrul Imperiului Britanic (din 1907). Provizoriu, capitala a fost stabilită la Melbourne.
- 1901: Nigeria devine protectorat britanic.
- 1901: Are loc prima Paradă oficială a pantomimilor.
- 1902: Se dispută primul joc de Rose Bowl în Pasadena, California.
- 1907: Apare, la București, de doua ori pe lună, revista literară Convorbiri (după un an Convorbiri critice) condusă de Mihail Dragomirescu
- 1908: Pentru prima oară, o minge este scăpată în Times Square din New York City, semnificând începutul Anului nou.
- 1911: Teritoriul de Nord este despărțit de Australia de Sud și transferat în controlul Commonwealth.
- 1912: Revoluția din anii 1911–1913 înlătura dinastia manciuriana, China proclamându–se republica (R.P.Chineza s–a proclamat la 1 oct. 1949)
- 1918: Celebrul actor român Eduard de Max este numit societar al Comediei Franceze.
- 1925: Americanul Edwin Hubble anunță descoperirea unei alte galaxii în afară de Calea Lactee - Andromeda.
- 1925: Înființarea legației române de la Tirana.
- 1927: România ratifică Convenția de la Berna pentru protecția operelor literare și artistice.
- 1939: Apare, la Iași, sub conducerea lui George Călinescu, revista Jurnalul Literar.
- 1958: Comunitatea Economică Europeană este înființată.
- 1959: Fidel Castro și "revoluționarii" săi preiau conducerea asupra Cubei, alungând regimul condus de  Fulgencio Batista.
- 1960: Camerunul obține independența față de Franța și Regatul Unit.
- 1962: Samoa de Vest obține independența față de Noua Zeelandă; numele său este schimbat în statul independent Samoa de Vest.
- 1964: Federația Rhodesia și Nyasaland este împărțită în republicile independente din Zambia și Malawi, iar Rhodesia, controlată de britanici.
- 1965: Partidul Popular Democrat din Afganistan este fondat în Kabul, Afganistan.
- 1966: Începând cu această dată, toate pachetele de țigări vor avea inscripționat textul "Fumatul poate fi dăunator sănătății"
- 1970: Începe folosirea timpului Unix la miezul nopții.
- 1971: Anunțurile de țigări sunt interzise la televiziunea americană.
- 1973: Danemarca, Irlanda și Regatul Unit sunt admise în Comunitatea Economică Europeană.
- 1975: Schimbarea a § 2 din Bürgerliches Gesetzbuch Deutschlands („Codul civil al Germaniei”), cu reducerea vârstei majoratului în Germania de la 21 la 18 ani.
- 1978: Air India Flight 855, un Boeing 747, se prăbușește în mare, din cauza eșecului instrumentului, a dezorientării spațiale și a erorii pilot, în largul coastei din Bombay, India, ucigând toți cei 213 de persoane aflate la bord.
- 1979: Se stabilesc relații oficiale diplomatice între China și Statele Unite
- 1981: Grecia este admisă în Comunitatea Europeană.
- 1982: Peruvianul Javier Pérez de Cuéllar devine primul latino-american care deține titlul de Secretar General al Națiunilor Unite.
- 1983: ARPANET se transformă oficial în utilizarea Protocolului Internet, creând Internetul.
- 1984: Originalul companiei americane de telefonie și telegraf este divizat de cele 22 de companii Bell System ca urmare a soluționării procesului antitrust al Departamentului de Justiție din 1974 al Statelor Unite împotriva AT & T.
- 1984: Brunei devine independent de Regatul Unit.
- 1985: Primul telefon mobil britanic este făcut de Michael Harrison tatălui său, Sir Ernest Harrison, președinte al Vodafone.
- 1986: Spania și Portugalia sunt admise în Comunitatea Europeană.
- 1987: Tribul Isleta Pueblo alege Verna Williamson ca fiind primul ei guvernator.
- 1988: Biserica evanghelică luterană din America intră în existență, creând cea mai mare denominațiune luterană din Statele Unite.
- 1989: Intrarea în vigoare a Protocolului de la Montreal, care oprește utilizarea substanțelor chimice care contribuie la epuizarea stratului de ozon.
- 1993: Cehoslovacia se scindează în mod pașnic în Cehia și Slovacia.
- 1999: Moneda euro este introdusă ca monedă oficială a Uniunii Europene, în formă electronică (fără bancnote).
- 2000: Limba arabă devine unica limbă oficială în Tunisia, în detrimentul limbii franceze, utilizată până în acest an pe scară largă în administrația țării.
- 2002: Moneda euro este introdusă în 12 țări din Uniunea Europeană - Austria, Belgia, Finlanda, Franța, Germania, Grecia, Irlanda, Italia, Luxemburg, Olanda, Portugalia și Spania.
- 2004: Irlanda devine primul stat care interzice fumatul în localuri.
- 2007: România și Bulgaria devin membre ale Uniunii Europene.
- 2007: Slovenia adoptă oficial moneda unică europeană.
- 2007: Timp de un an de zile, orașul Sibiu împarte împreună cu orașul Luxemburg titlul de Capitală Europeană a Culturii.
- 2008: Cipru și Malta adoptă oficial moneda unică europeană.
- 2014: Letonia a adoptat oficial moneda unică europeană.
- 2017: Un club de noapte din Istanbul, cel mai populat oraș din Turcia, a fost atacat de persoane înarmate. Cel puțin 39 de oameni au murit în timp ce motivele atacatorului sunt încă necunoscute.
- 2019: România a preluat președinția semestrială a Consiliului Uniunii Europene de la Austria.
- 2025: România și Bulgaria finalizează procesul de aderare la Spațiul Schengen, eliminând controalele la frontierele terestre.[3]

## Nașteri
- 0766: Ali ar-Rida, Shia Imam (d. 818)
- 1431: Papa Alexandru al VI-lea (d. 1503)
- 1449: Lorenzo de Medici, om politic, umanist italian (d. 1492)
- 1467: Regele Sigismund I al Poloniei (d. 1548)
- 1484: Huldrych Zwingli, lider protestant elvețian (d. 1531)
- 1516: Margareta Leijonhufvud, soția regelui Gustav I al Suediei (d. 1551)
- 1600: Friedrich Spanheim, teolog olandez (d. 1649)
- 1638: Împăratul Go-Sai al Japoniei (d. 1685)

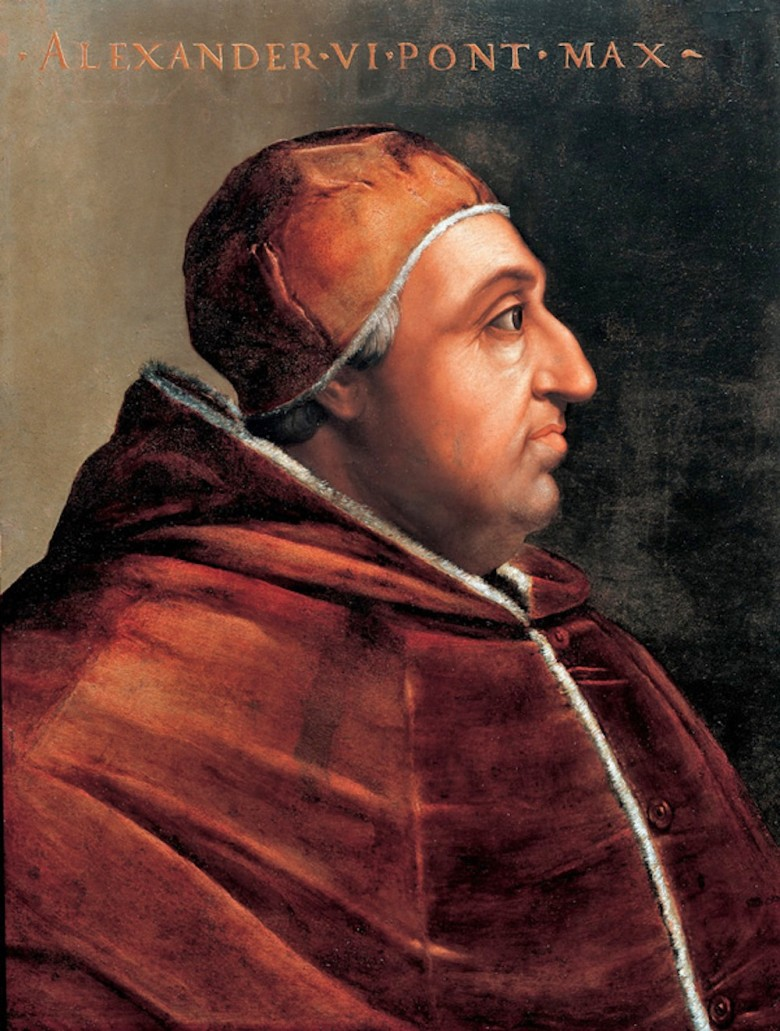
Papa Alexandru al VI-lea
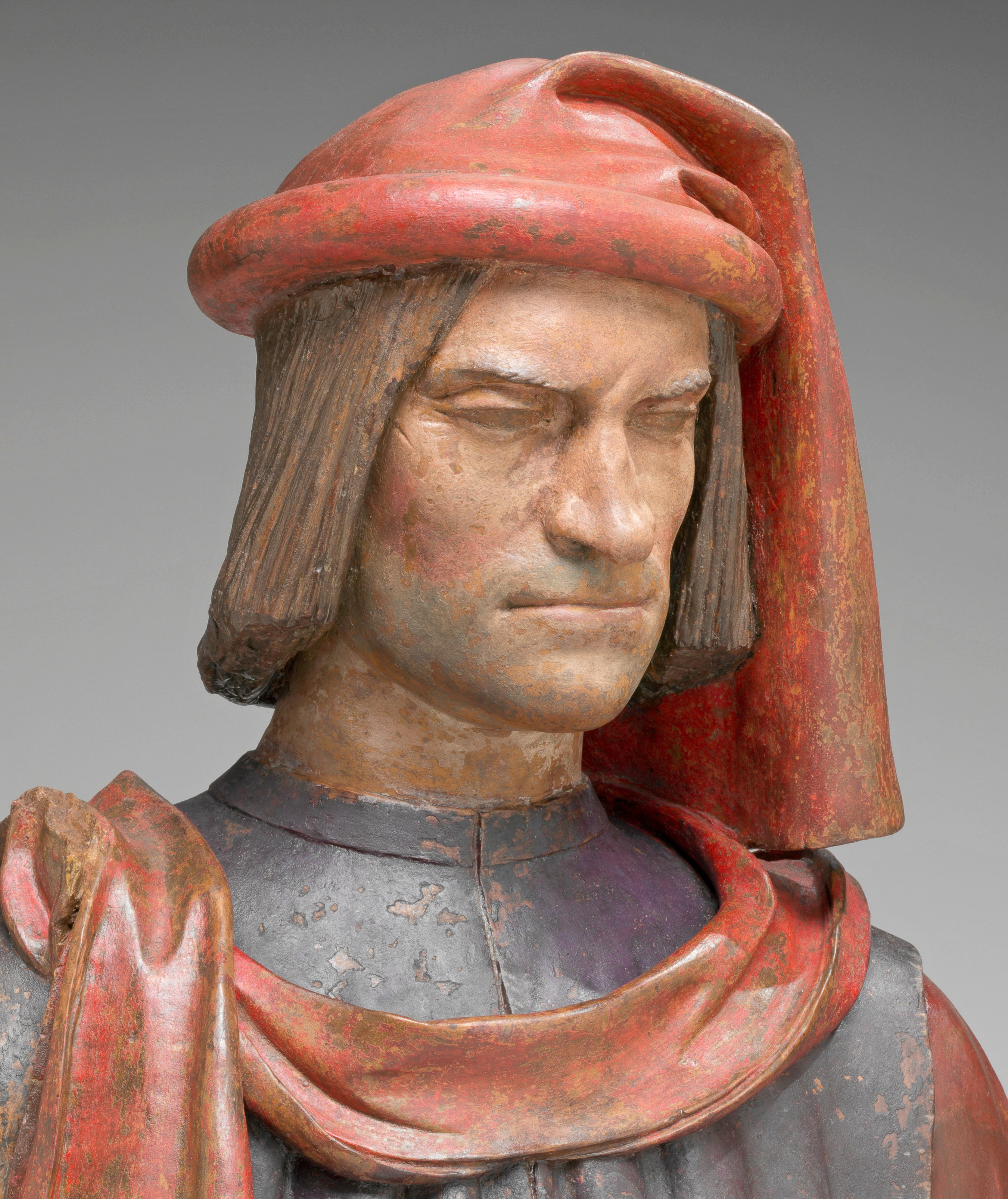
Lorenzo de Medici, om politic, umanist italian
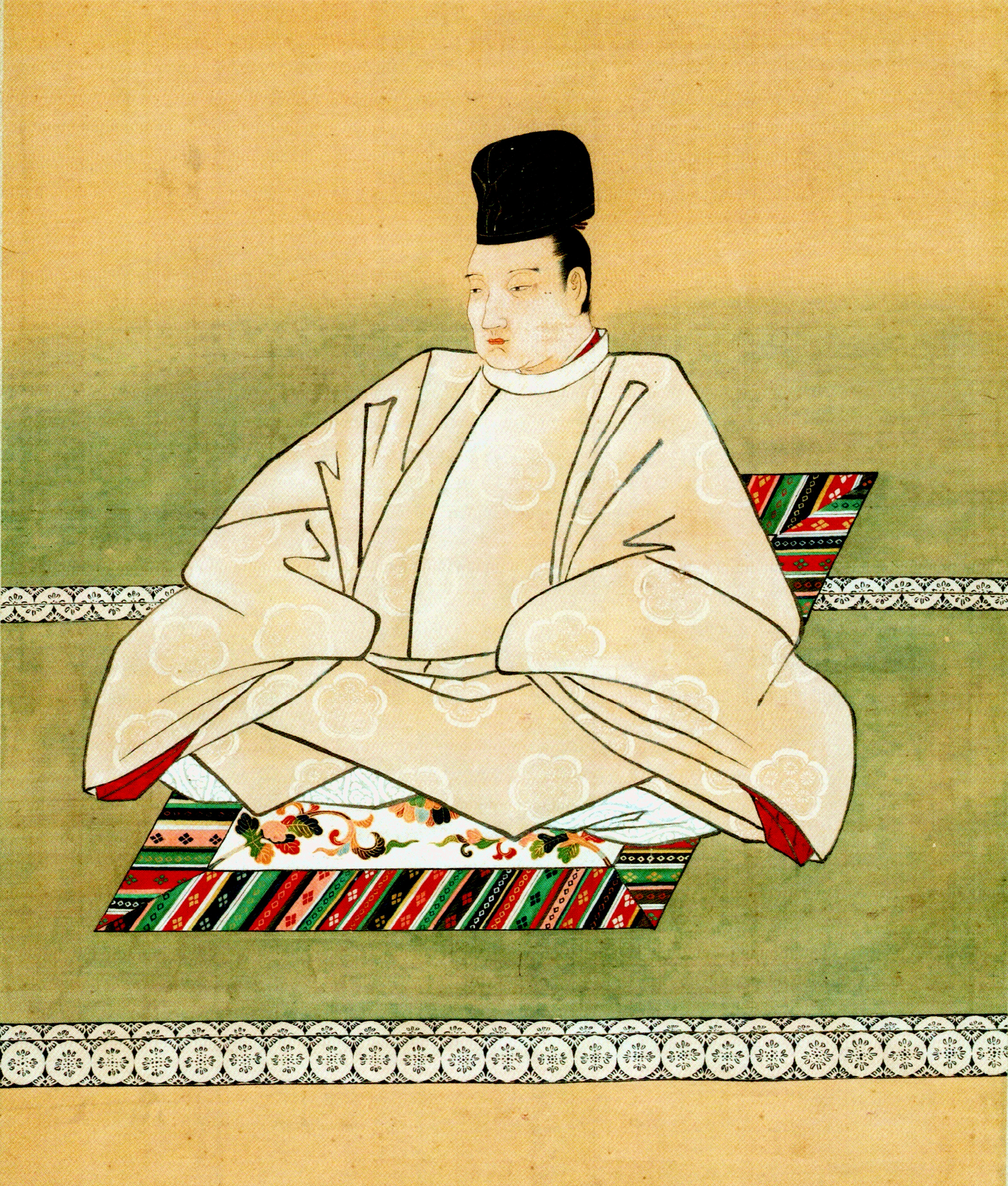
Împăratul Go-Sai al Japoniei

- 1648: Elkanah Settle, scriitor englez (d. 1724)
- 1655: Christian Thomasius, jurist german (d. 1728)
- 1684: Arnold Drakenborch, savant olandez (d. 1748)
- 1701: Johan Agrell, compozitor suedez (d. 1765)
- 1704: Soame Jenyns, scriitor englez (d. 1787)
- 1711: Franz Freiherr von der Trenck, soldat austriac (d. 1749)
- 1714: Kristijonas Donelaitis, poet lituanian (d. 1780)
- 1735: Paul Revere, argintar și patriot american (d. 1818)
- 1750: Frederick Muhlenberg, primul vorbitor al Casei de Reprezentanți a Statelor Unite (d. 1801)
- 1752: Betsy Ross, croitoreasă americană, despre care se spune că ar fi cusut primul steag al Statelor Unite ale Americii (d. 1836)
- 1752: Petru Maior, cărturar iluminist, filolog și istoric român, unul dintre corifeii Școlii Ardelene (d. 1761)
- 1774: André Marie Constant Duméril, zoolog francez (d. 1860)
- 1823: Sándor Petőfi, poet și revoluționar maghiar (d. 1849)
- 1830: Vasile Boerescu, politician liberal român (d. 1883)
- 1847: Prințesa Margherita de Bourbon-Parma, Ducesă de Madrid (d. 1893)
- 1852: Eugène-Anatole Demarçay, chimist francez  (d. 1903)
- 1854: Sir James George Frazer, antropolog scoțian (d. 1941)
- 1863: Pierre de Coubertin, filosof, istoric și sociolog francez, inițiator al organizării moderne a Jocurilor Olimpice (d. 1937)
- 1864: Alfred Stieglitz, fotograf american (d. 1946)
- 1868: Ioan Alexandru Brătescu-Voinești, scriitor, membru și vicepreședinte al Academiei Române (d. 1946)
- 1868: George Murnu, scriitor și istoric român, membru al Academiei Române (d. 1957)
- 1873: Mariano Azuela, romancier mexican (d. 1952)

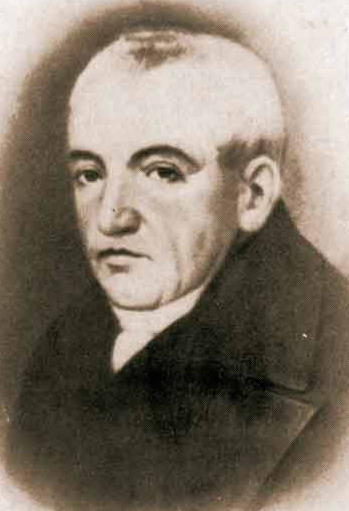
Petru Maior, istoric, filolog și istoric român, reprezentant de frunte al Școlii Ardelene
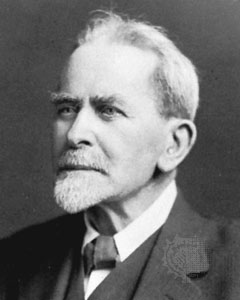
Sir James George Frazer, antropolog scoțian
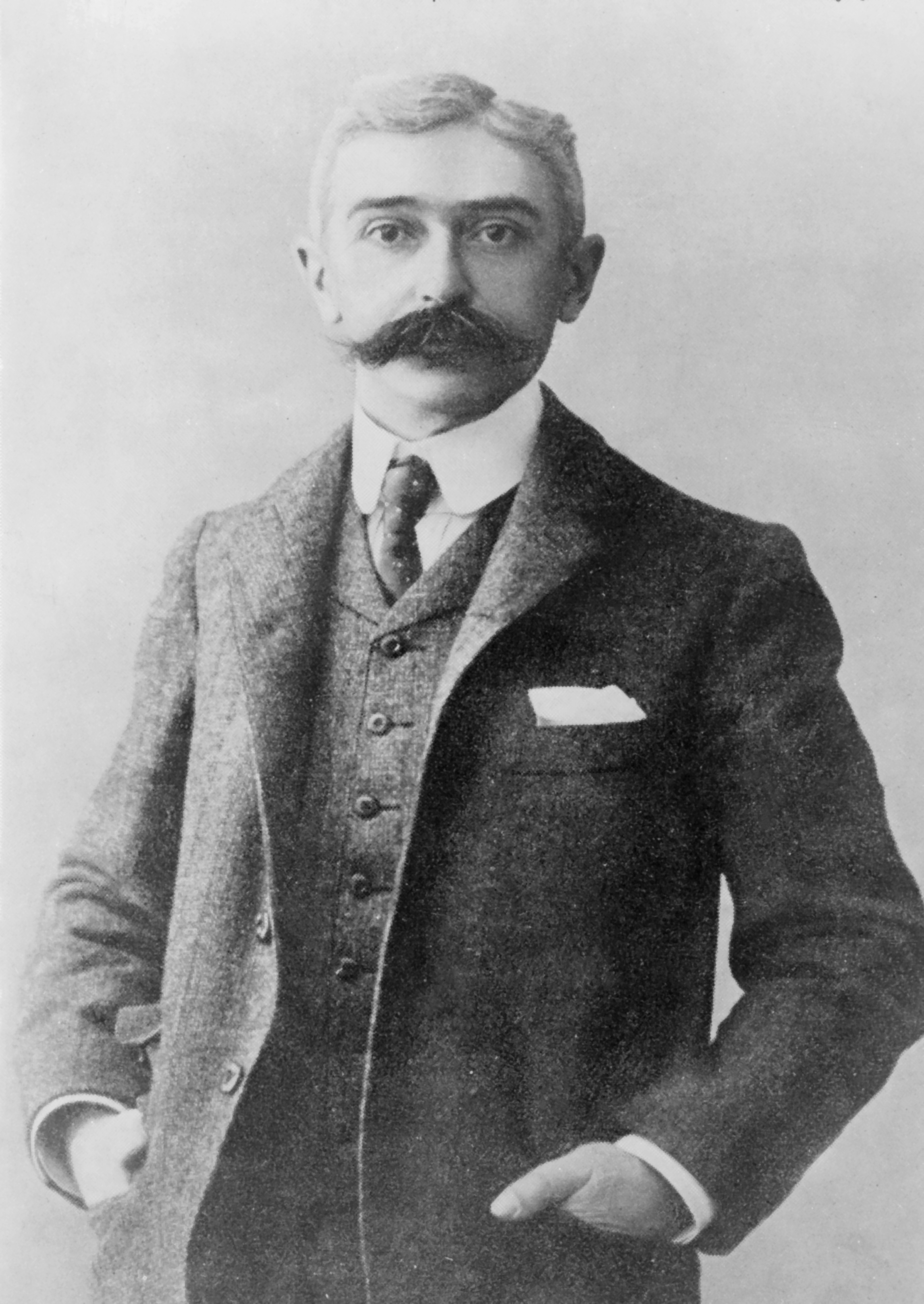
Pierre de Coubertin, sociolog francez, inițiator al Jocurilor Olimpice moderne

- 1876: Harriet Brooks, fiziciană canadiană (d. 1933)
- 1878: André Savignon, scriitor francez, câștigător al Premiului Goncourt în 1912 (d. 1947)
- 1879: E. M. Forster, romancier englez (d. 1970)
- 1887: Wilhelm Canaris, amiral german (d. 1945)
- 1888: Theodor Davila, fotbalist român (d. 1941)
- 1891: Prințul Constantin Constantinovici al Rusiei (d. 1918)
- 1894: Satyendra Nath Bose, matematician indian (d. 1974)
- 1894: Vasile Lăzărescu, mitropolit român (d. 1969)
- 1895: J. Edgar Hoover, director american al FBI-ului (d. 1972)
- 1897: Ana Aslan, medic specialist în gerontologie (d. 1988)
- 1897: Vasile Băncilă, filosof, eseist, publicist și profesor român (d. 1979)
- 1901: Liuba Dimitriu, poetă română (d. 1930)
- 1905: Emil Grecescu, amiral român (d. 1981)
- 1906: Giovanni D'Anzi, compozitor italian (d. 1974)
- 1907: Constantin Fântâneru, poet, prozator și critic literar român (d. 1975)
- 1909: Dana Andrews, actor american (d. 1992)
- 1909: Elisabeta Luca, politiciană comunistă română de origine evreiască
- 1912: Kim Philby, spion britanică (d. 1988)
- 1919: J. D. Salinger, scriitor american (d. 2010)
- 1920: Shaban Demiraj, albanolog și lingvist albanez (d. 2014)
- 1920: Masato Ide, scenarist și romancier japonez (d. 1989)
- 1920: Francisc Păcurariu, poet, prozator și eseist român (d. 1997)

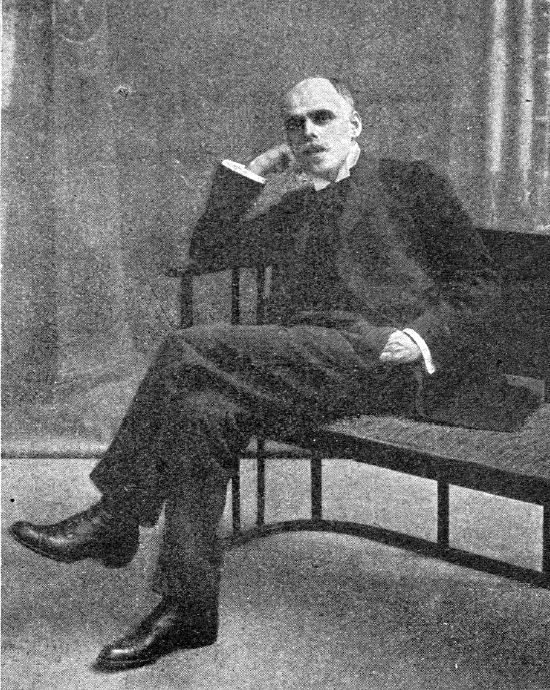
Ioan Alexandru Brătescu-Voinești, scriitor român
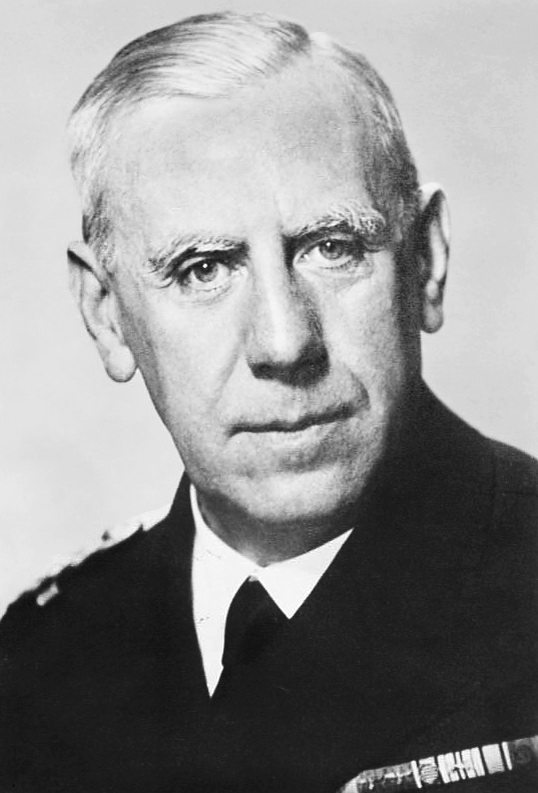
Wilhelm Canaris, șeful serviciului de spionaj militar german
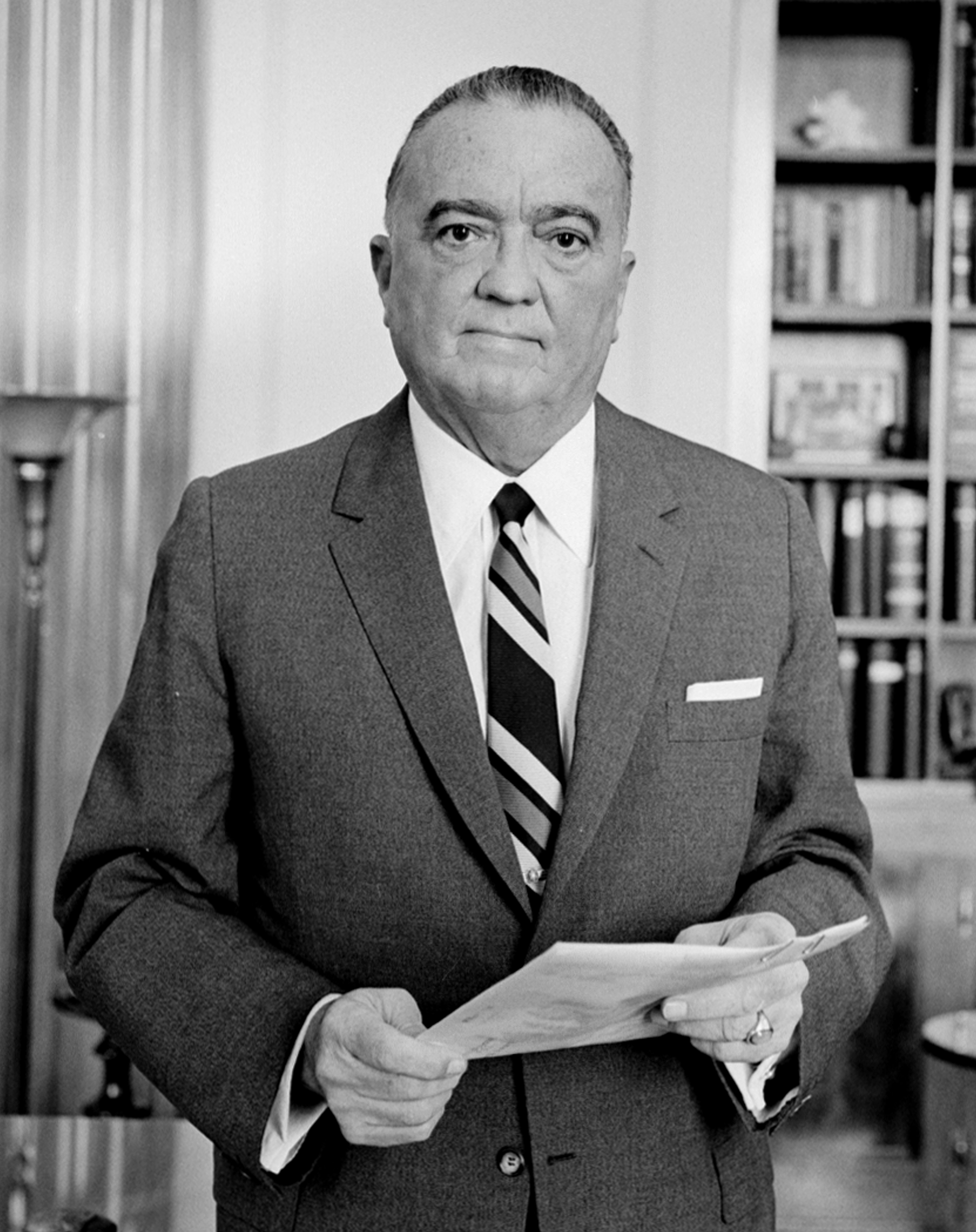
J. Edgar Hoover, director american al FBI-ului

- 1925: Mario Merz, artist italian (d. 2003)
- 1925: Maria Peter, cântăreață română de folclor și romanțe (d. 2005)
- 1927: Maurice Béjart, dansator și coregraf francez (d. 2007)
- 1927: Vasile Milea, politician și general de armată român (d. 1989)
- 1927: Vernon L. Smith, economist american, laureat al Premiului Nobel
- 1929: Nicolae Linca, pugilist român (d. 2008)
- 1930: Tudor Pană, dirijor și violonist român (d. 2005)
- 1934: Lakhdar Brahimi, politician algerian
- 1934: Gheorghe Dinică, actor român de teatru și film (d. 2009)
- 1938: Corneliu Dan Georgescu, compozitor și etnomuzicolog român
- 1938: Frank Langella, actor american de teatru și film
- 1942: Ovidiu Iuliu Moldovan, actor român de teatru și film (d. 2008)
- 1945: Diahnne Abbott, actriță americană
- 1945: Jacky Ickx, pilot belgian de mașini de curse
- 1946: Rivelino, fotbalist brazilian
- 1948: Vasile Hobjilă, politician român (d. 2004)
- 1949: Radu Țuculescu, scriitor român
- 1952: Robert Beugré Mambé, om politic ivorian, prim-ministru
- 1952: Pantelimon Manta, politician român
- 1953: Dani Klein, solista trupei Vaya Con Dios
- 1954: Mircea Mihăieș, profesor de literatura engleză și americană la Universitatea din Timișoara
- 1954: Victor Sanda, politician român (d. 2014)
- 1955: Alexandru Athanasiu, politician român

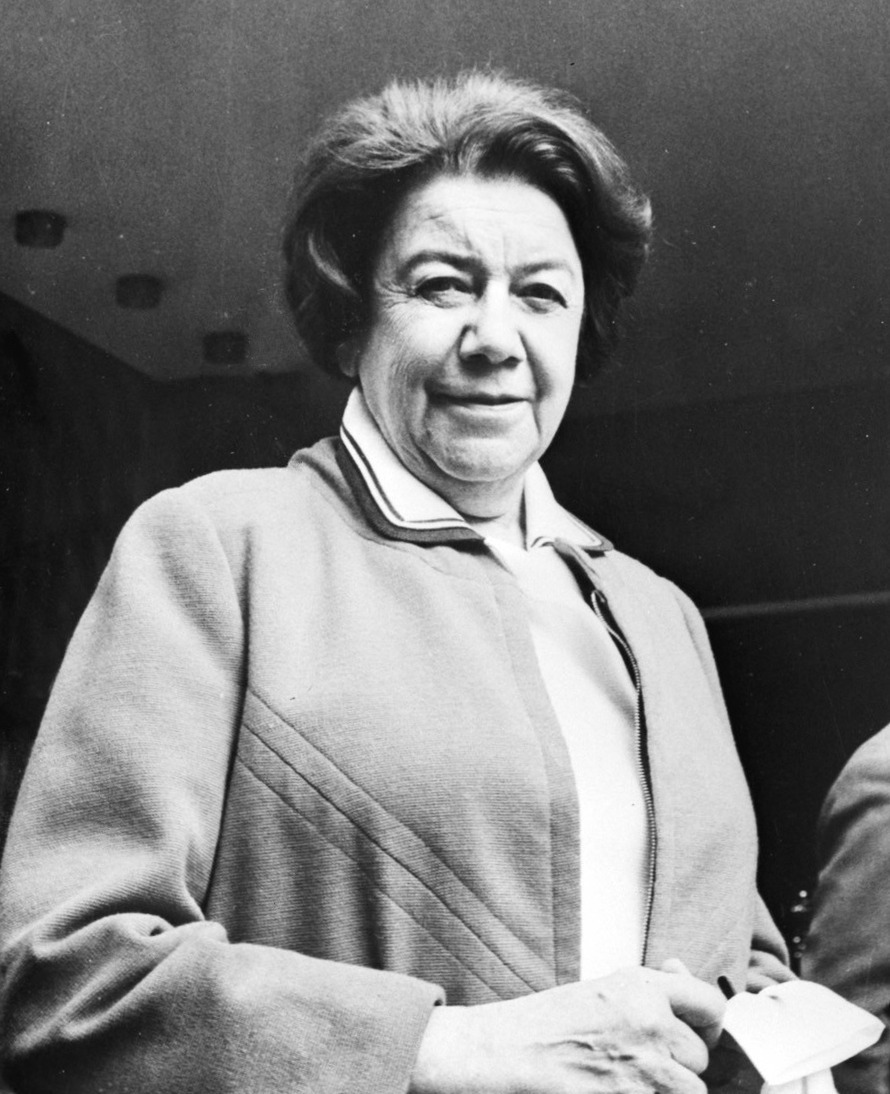
Ana Aslan, medic specialist în gerontologie
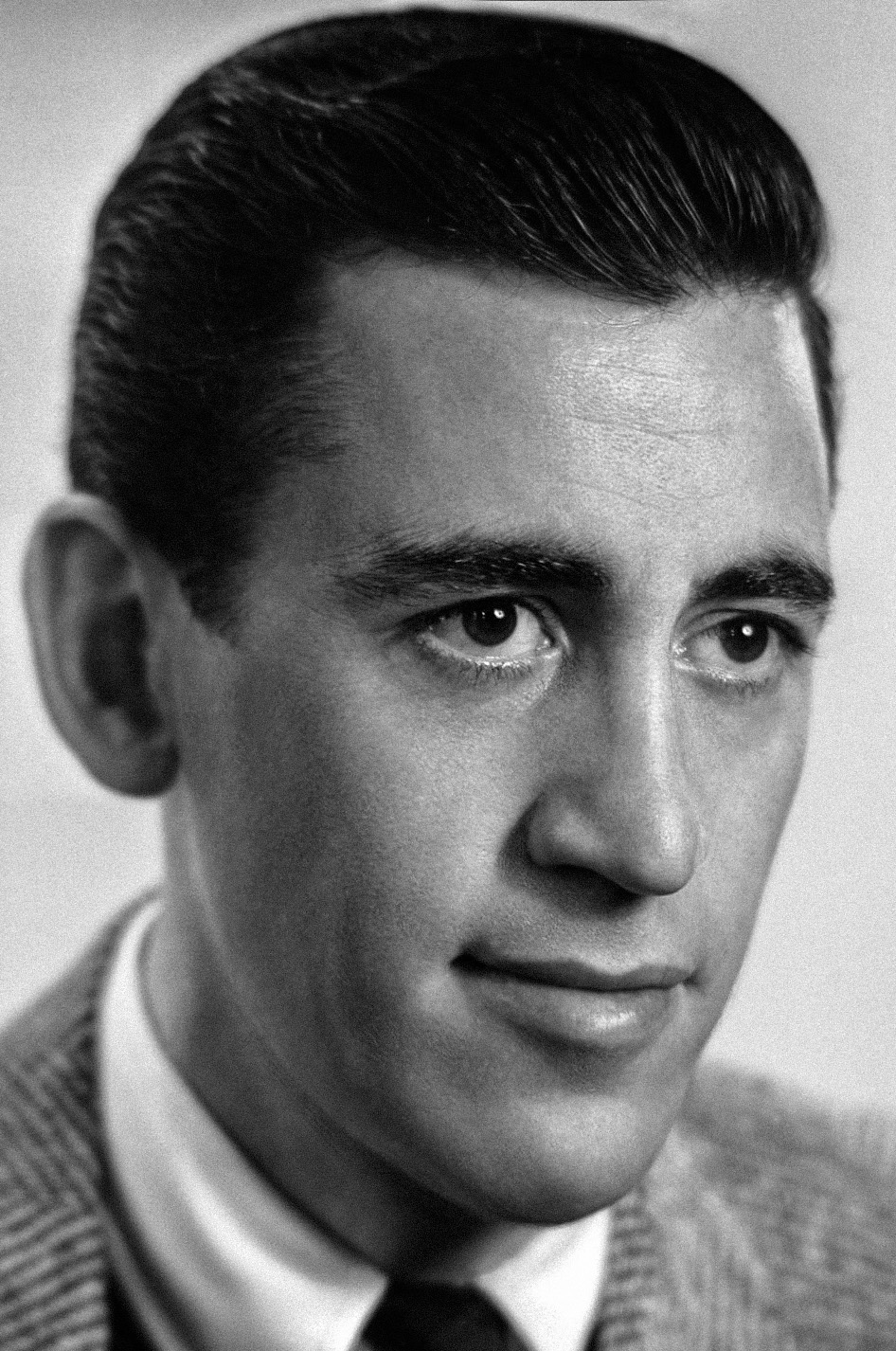
J. D. Salinger, scriitor american
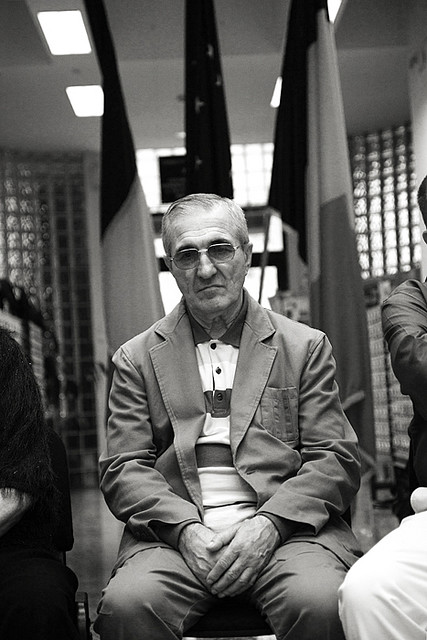
Gheorghe Dinică, actor român

- 1956: Christine Lagarde, președinte al Băncii Centrale Europene (2019-prezent)
- 1958: Ion Mocioalcă, politician român
- 1958: Ioan Aurel Rus, politician român
- 1959: Michel Onfray, filosof și eseist francez
- 1961: Gabriel Oprea, politician român
- 1962: Maria Balea, graficiană română
- 1966: Vlad Plahotniuc, politician moldovean
- 1967: Allamaye Halina, diplomat și om de stat din Ciad, prim-ministru
- 1968: Davor Šuker, fotbalist croat
- 1968: Stelian Fuia, politician român
- 1971: Conn Iggulden, romancier englez
- 1972: Felix Aftene, artist vizual postmodernist român
- 1976: Polly Maberly, actriță britanică
- 1979: Koichi Domoto, artist japonez
- 1980: Ancuța Stoenescu, jucătoare română de baschet
- 1981: Vasile Maftei, fotbalist român
- 1981: Zsolt Baumgartner, pilot maghiar de mașini de curse
- 1981: Vojislav Vranjković, fotbalist bosniac
- 1982: David Nalbandian, jucător argentinian de tenis
- 1984: José Paolo Guerrero, fotbalist peruan
- 1985: Rafael Bastos, fotbalist brazilian
- 1994: Emilie Hegh Arntzen, handbalistă norvegiană
- 1994: Lu Ning, jucător chinez de snooker
- 1996: Mahmoud Dahoud, fotbalist german

## Decese
- 0379: Sfântul Vasile cel Mare (n. 330)
- 0962: Balduin al III-lea de Flandra (n. 940)
- 1432: Alexandru cel Bun, domn al Moldovei
- 1515: Regele Ludovic al XII-lea al Franței (n. 1462)
- 1559: Christian al III-lea al Danemarcei și Norvegiei (n. 1503)

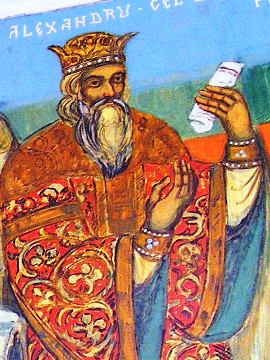
Alexandru cel Bun, domn al Moldovei
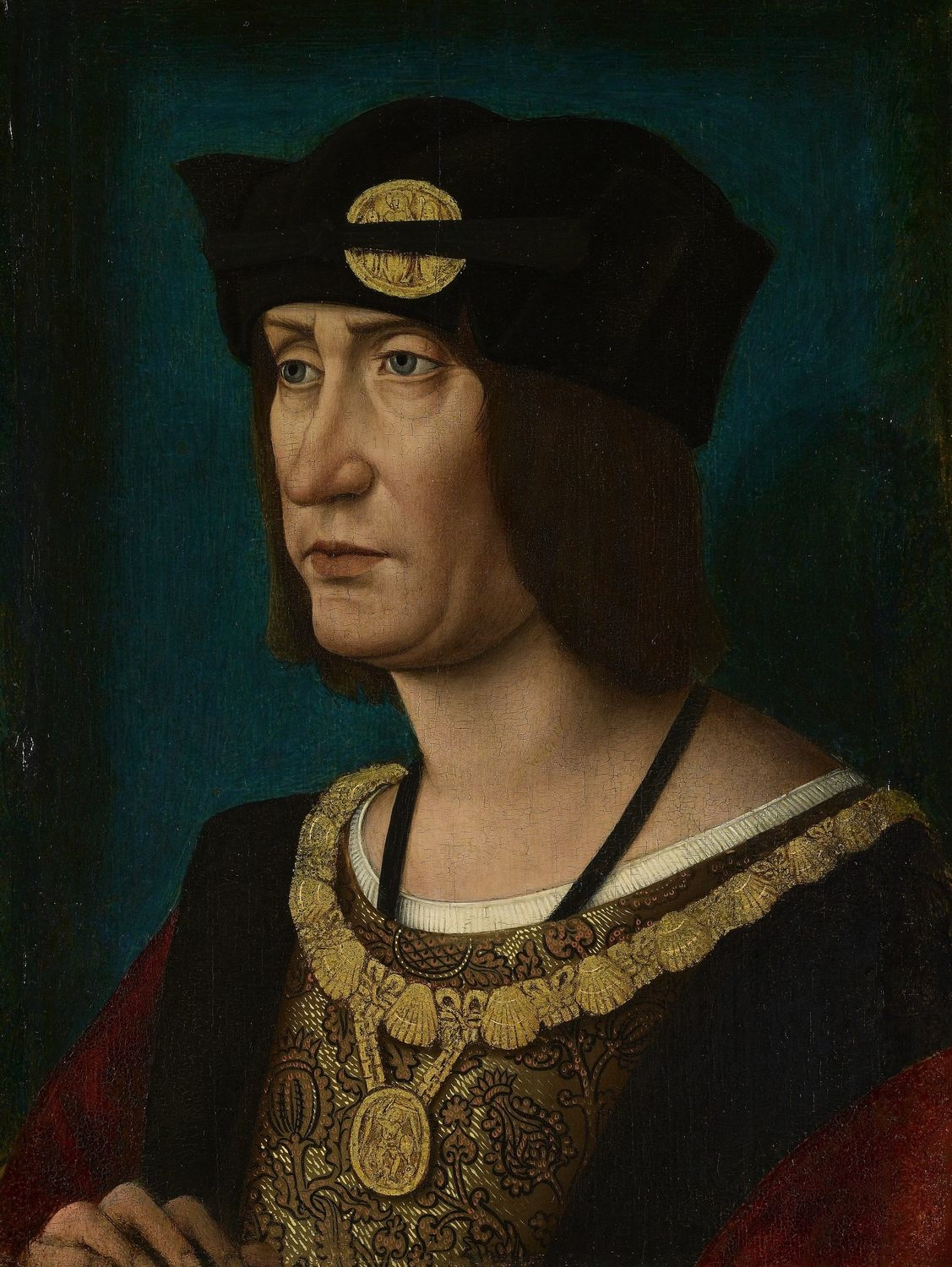
Ludovic al XII-lea al Franței
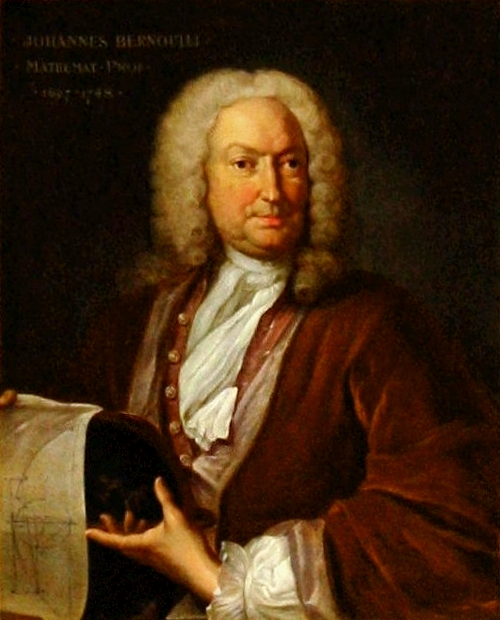
Johann Bernoulli, matematician elvețian

- 1748: Johann Bernoulli, matematician elvețian (n. 1667)
- 1766: James Francis Edward Stuart, "The Old Pretender" (n. 1688)
- 1782: Johann Christian Bach, compozitor german, fiu al lui Johann Sebastian Bach (n. 1735)
- 1793: Francesco Guardi, pictor venețian (n. 1712)
- 1796: Alexandre-Théophile Vandermonde, matematician francez (n. 1735)
- 1808: Prințesa Louise de Saxa-Gotha-Altenburg (n. 1756)
- 1817: Martin Heinrich Klaproth, chimist german, fondatorul chimiei anorganice (n. 1743)
- 1894: Heinrich Hertz, fizician german (n. 1857)
- 1920: Francisco Domingo Marqués, pictor spaniol (n. 1842)
- 1927: Henri Ottmann, pictor francez (n. 1877)
- 1931: Gaston Anglade, pictor francez (n. 1854)
- 1932: Marie Vilhelmine Bang, pictoriță daneză (n. 1848)
- 1941: Vasile C. Buțureanu, geolog și pedagog român (n. 1858)
- 1953: Hank Williams, cântăreț american (n. 1923)
- 1972: Maurice Chevalier, actor și cântăreț francez (n. 1888)
- 1978: Nicolae Simatoc, fotbalist român (n. 1920)
- 1980: Ernest Cormier, inginer și arhitect canadian (n. 1885)
- 1991: Tatiana Baillayre, graficiană română (n. 1916)
- 1992: Grace Hopper, pionier american în domeniul calculatoarelor (n. 1906)
- 1994: Cesar Romero, actor american (n. 1907)
- 1995: Eugene Wigner, fizician maghiaro-american, laureat Nobel (n. 1902)

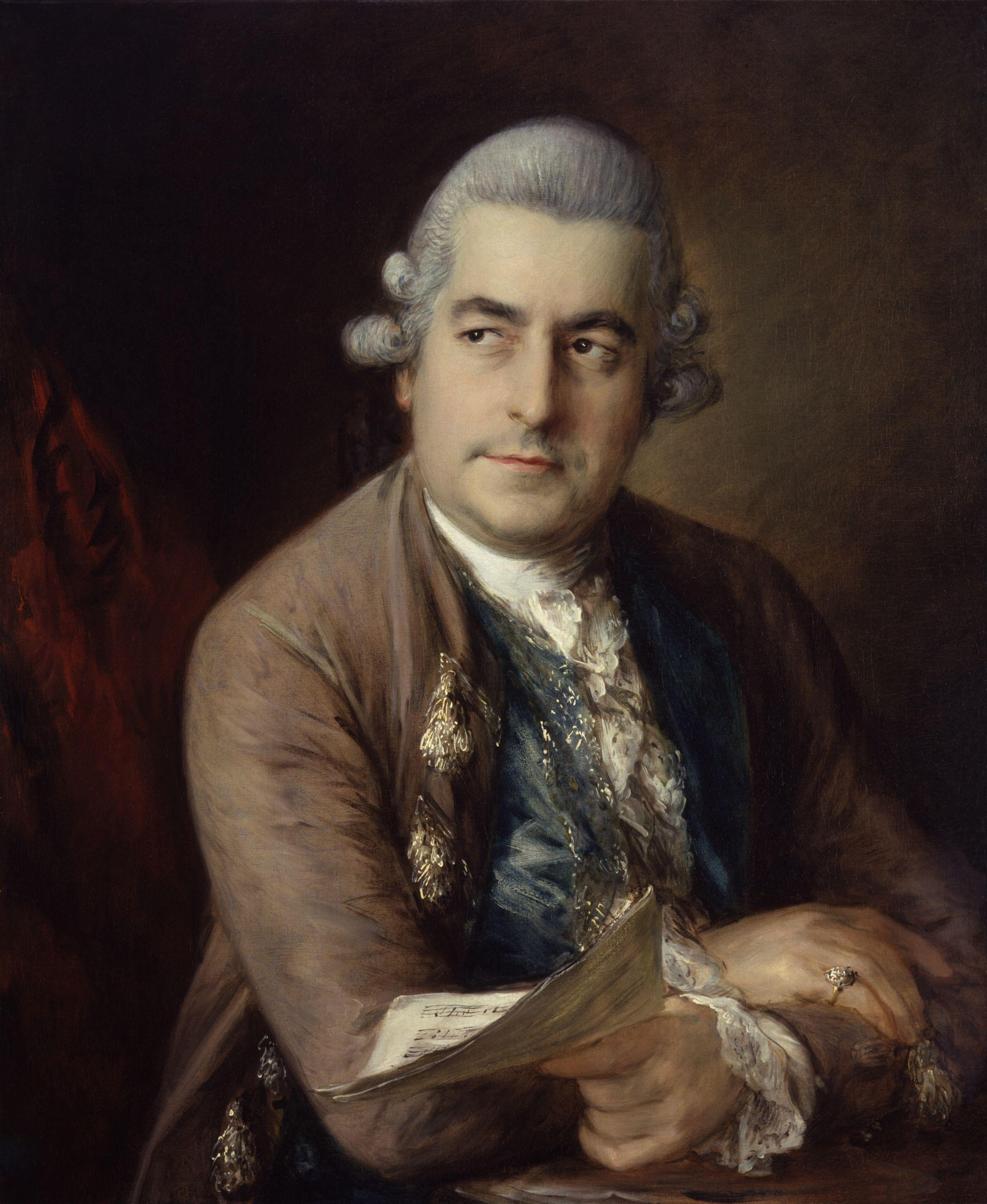
Johann Christian Bach, compozitor german
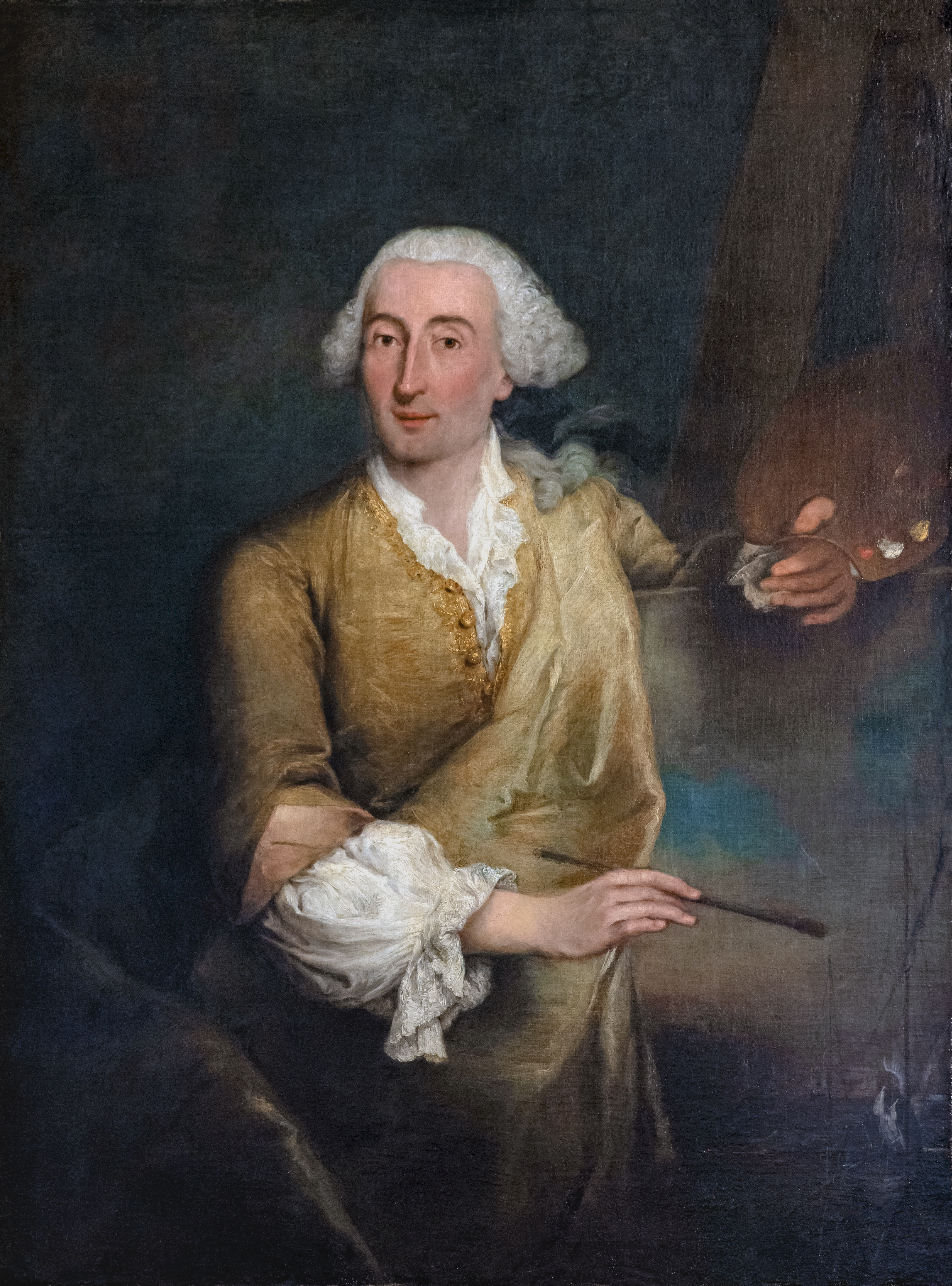
Francesco Guardi, pictor venețian
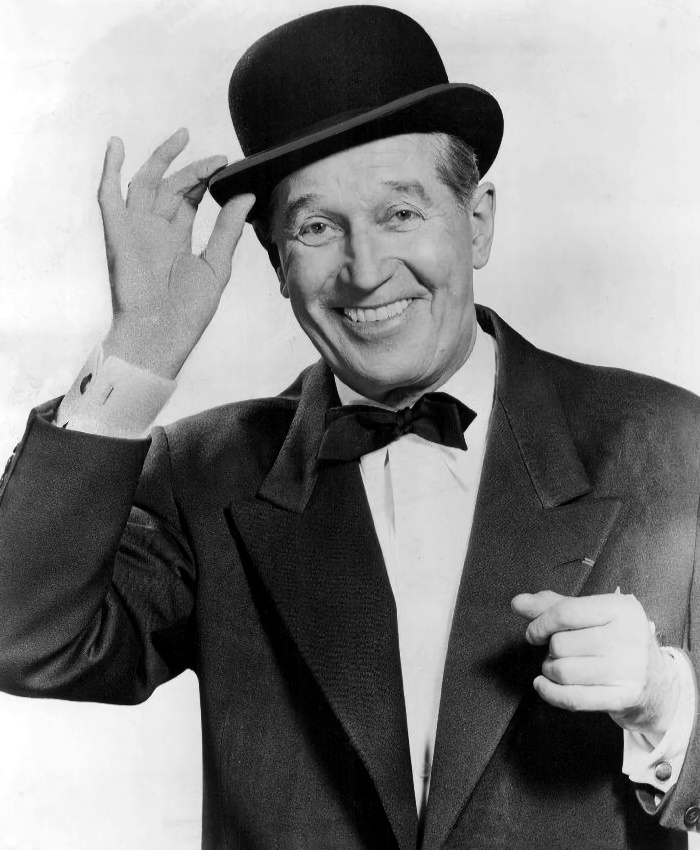
Maurice Chevalier, actor și cântăreț francez

- 2003: Dumitru Tinu, ziarist, director la cotidianul Adevărul și al Clubului Român de Presă (n. 1940)
- 2006: Zlata Tcaci, compozitoare din Republica Moldova (n. 1928)
- 2010: Lhasa de Sela, cântăreață americano-mexicană (n. 1972)
- 2011: Marin Constantin, fondator al Corului Național de Cameră Madrigal (n. 1925)
- 2012: Kiro Gligorov, primul președinte al Macedoniei (n. 1917)
- 2014: Traian T. Coșovei, poet român (n. 1954)
- 2016: George Alexandru, actor român (n. 1957)
- 2019: Teodor Dima, filozof și logician român (n. 1939)
- 2020: Patricia Grigoriu, actriță română de teatru și film (n. 1962)
- 2025: David Lodge, scriitor englez (n. 1935)

## Sărbători
- Sf. Ierarh Vasile cel Mare (calendar ortodox)
- Sf. Fecioară Maria, Născătoare de Dumnezeu (calendar romano-catolic)
- "Ziua mondială a păcii", proclamată de Vatican în anul 1982; la începutul fiecărui an, cu prilejul acestei zile, Suveranul Pontif adresează un mesaj credincioșilor
- "Ziua revoluției palestiniene"
- Haiti: "Ziua națională" - Proclamarea independenței (1804)
- Anul Nou